# Tetragnatha shinanoensis
Tetragnatha shinanoensis är en spindelart som beskrevs av Yutaka Okuma och Yasunosuke Chikuni 1978. Tetragnatha shinanoensis ingår i släktet sträckkäkspindlar, och familjen käkspindlar. Inga underarter finns listade i Catalogue of Life.